# Musée des Années Trente
Le musée des Années Trente, ou M-A30, est un musée municipal de la ville de Boulogne-Billancourt créé en 1939 ; il présente une collection d'œuvres et d'objets d'art datant des années 1930, dont une partie représentative du mouvement de l'Art déco.

## Historique
Créé pour commémorer le décret de 1925 renommant la commune de Boulogne en Boulogne-Billancourt, en évoquant la « modernité, noces des arts et de l'industrie », ce musée municipal, installé à l'origine dans les locaux de l'hôtel de ville, a été créé en 1939 par le docteur Albert Besançon, premier conservateur, dans le but de regrouper des collections assez disparates concernant le patrimoine culturel et industriel de Boulogne-Billancourt. En 1983, Emmanuel Bréon prend la succession du docteur Besançon, mort à 103 ans, et donne une nouvelle direction à la politique du musée, en le recentrant sur l'exploration du patrimoine des années 1930, des années fastes pour Boulogne-Billancourt, aussi bien sur le plan industriel que culturel. À cette époque en effet, de nombreux artistes, architectes, peintres, sculpteurs, cinéastes, sont attirés dans cette ville où les prix des terrains et des ateliers restent abordables.

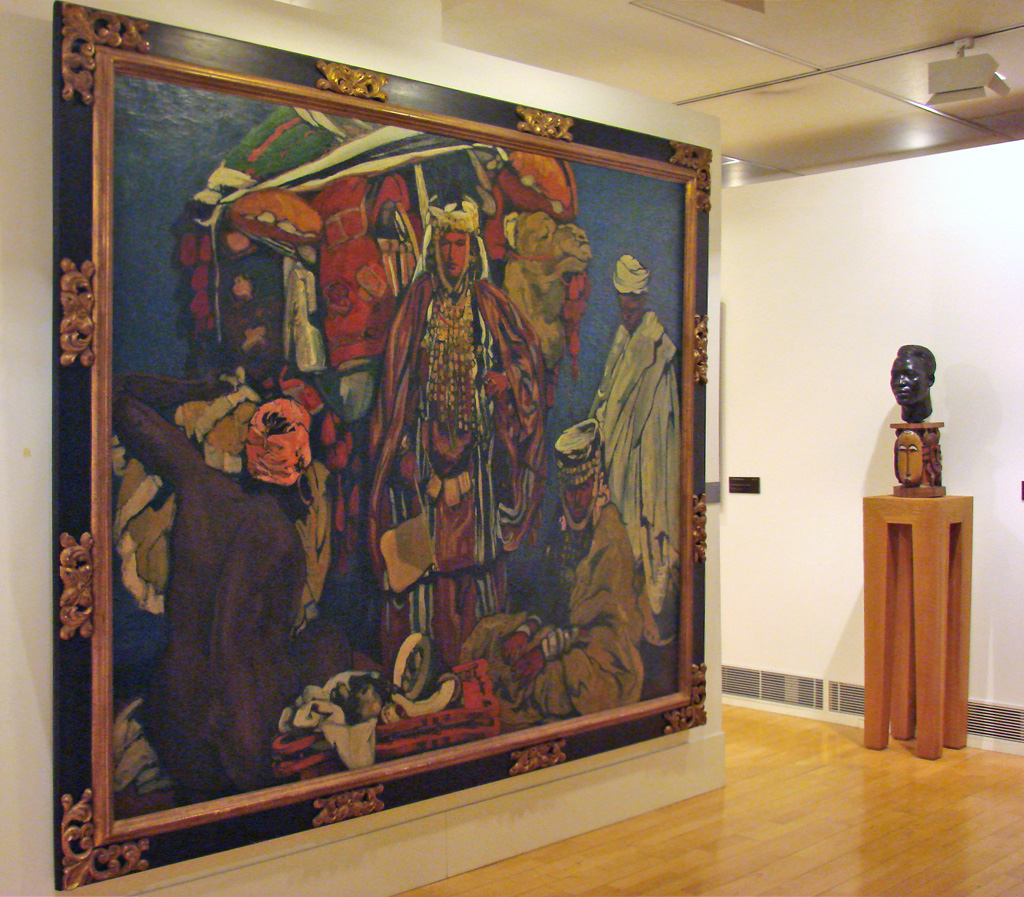
L'orientalisme, espace Landowski.

Rebaptisé « musée des Années 30 » en 1994, le musée s'installe en 1998 dans ses nouveaux locaux de l'espace Paul-Landowski. Suivant l'idée qu'un tel musée devait rendre compte de tous les aspects artistiques de ce début de XXe siècle, le musée des Années Trente présente une série d'œuvres orientalistes. On y trouvera donc aussi bien des peintres du ministère de l'Outremer et des Colonies ou des boursiers de la villa Abd-El-Tif. La collection orientaliste du musée (entre autres le peintre Georges-André Klein) a démarré véritablement avec l'exposition intitulée Coloniales organisée par le musée en 1989-1990. Sont exposées alors de nombreuses œuvres issues des réserves du musée des Arts africains et océaniens. Certaines d'entre elles resteront en dépôt au musée des Années Trente, premier noyau de la collection de peinture coloniale.

## Description
Le musée possède 3 000 m2 de surface d'exposition et présente 800 peintures, 1 500 sculptures, 20 000 dessins, ainsi que du mobilier, des céramiques, des affiches originales et documents d'archives. Il s'inscrit dans un parcours pédestre extérieur qui permet de découvrir des réalisations architecturales (Le Corbusier, Mallet-Stevens, etc.) et les personnalités qui les ont habitées, comme André Malraux. Ce site est desservi par la station de métro Marcel-Sembat.

## Artistes exposés
- Henry Arnold
- Armand Assus
- Jean Aujame
- Yves Brayer
- Marius de Buzon
- Léon Cauvy
- Irène Codréano
- Margaret Cossaceanu
- Robert Couturier[3]
- René Demeurisse
- Othon Friesz
- Raymonde Heudebert
- Alexandre Iacovleff
- Paul Jouve
- Paul Landowski[4]
- Tamara de Lempicka
  - M. Thadeus Lempicki, 1928
- Sarah Lipska, six œuvres[5]
- Marcel Mouillot
  - Port de La Rochelle, 1925
  - Le Cirque de Cilaos, vers 1931
- Jeanne Tercafs
- Henry de Waroquier
- Alexandre Zinoview
- Guy Sabran